# Аннапурна I
Аннапурна I (неп. अन्नपूर्ण I, англ. Annapurna I) — гора в Азії, висотою — 8091 метр, у гірського масиву Аннапурна в Гімалаях на території зони Ґандакі у Непалі.

## Географія
Вершина розташована у північно-західній частині гірського масиву Аннапурна, на північному заході зони Ґандакі, на півночі Західного регіону у Непалі, за 52 км на південний захід від кордону з Китаєм, за 312 км на захід — північний-захід від гори Еверест (8848 м) та за 177 км на північний-захід від столиці Непалу — Катманду. Вершина являє собою масивну гору (масив) з трьома вершинами понад 8 тис. м, який простягся з південного заходу на північний схід: Аннапурна I Головна (8091 м, на південному заході), Аннапурна I Центральна (8051 м, в центрі), Аннапурна I Східна (8026 м, на північному сході).
Абсолютна висота вершини 8091 метр над рівнем моря. За цим показником вона входить до 14-ти восьмитисячників планети і займає 10-те місце у світі. Відносна висота — 2984 м (94-те місце у світі). Топографічна ізоляція вершини відносно найближчої вищої гори Дхаулагірі (8167 м) — становить 33,74 км.

## Підкорення
3 червня 1950 року члени французької експедиції у складі альпіністів Моріса Ерцога та Луї Лашеналя вперше піднялися на Аннапурну I, північною стіною. Їхньою метою було спочатку підкорення Дхаулагірі, але через кращу доступність гори, французи вирішили піднятися на Аннапурну I. Це було перше успішне сходження на восьмитисячник в історії альпінізму. Це сходження було примітне тим, що дослідження, розвідка і саме сходження були здійснені за один сезон. Крім того, сходження було здійснено без використання кисню.
Гора має дуже високий ризик сходження снігових лавин. Це одна із найбільш небезпечних вершин світу для підкорення. Станом на березень 2012 року на 191 успішне сходження на вершину, припадає 61 загибель альпіністів, або 31,9% (менш ніж за три успішних сходження припадає одна смерть). На вершині загинули такі відомі альпіністи як Аян Клаф († травень 1970 року), Пірр Бегайн († 11 жовтня 1992), Анатолій Букреєв († 25 грудня 1997), Кристіян Кунтнер († 18 травня 2005), Інки Очоа де Олза († 23 травня 2008).